# De samoeraï
De samoeraï is een stripverhaal uit de reeks van De Rode Ridder. Het is geschreven en getekend door Karel Biddeloo. De eerste albumuitgave was in 1972.

## Het verhaal
Als Johan terugkeert naar Vlaanderen na zijn Camelot-avonturen vergaat zijn schip in een storm. Johan weet zich te redden aan een voorbijvarende galei, echter deze is ook zinkende met geketende slaven aan boord. Hij bevrijdt de slaven van de slavendrijvers. Een van de bevrijde slaven is de in ongenade gevallen samoerai Yorimoto. Hij overtuigt Johan ervan de gevangengenomen Clarissa te bevrijden. Ze weten alle drie veilig aan land te komen. Clarissa is de dochter van een Venetiaans handelaar in Brugge. Zij is ontvoerd door zijn concurrenten, de Gildebroeders, om haar vader onder druk te zetten. Johan en Yorimoto besluiten haar terug te brengen naar haar vader.
Bij een smederij maakt Yorimoto een samoerai-zwaard voor zichzelf en laat diverse staaltjes zien van zijn krijgsmanschap. Johan en Yorimoto hebben op de reis naar Brugge te maken met huurmoordenaars, die ze weten te verslaan. De vader van Clarissa wordt ondertussen onder druk gezet door de Gildebroeders, maar krijgt eerst een onjuist bericht dat haar dochter met een schip is vergaan en later dat ze met een list opnieuw in handen is gekomen van de Gildebroeders. Johan en Yorimoto hebben intussen hulp gekregen van een troep soldaten en weten ook een huurmoordenaar levend in handen te krijgen. Deze is bereid als getuige op te treden. De vader van Clarissa besluit de eisen van de Gildebroeders in te willigen, maar een vooruitgesnelde Yorimoto en de soldaten weten hem te overtuigen dat Clarissa binnen enkele uren wordt bevrijd. De Gildebroeders worden gearresteerd.
Johan heeft intussen de ontvoerders van Clarissa weten op te sporen. Vermomd als monniken vervoeren zij Clarissa als melaatse. Het komt tot een hardhandig treffen tussen de ontvoerders, Johan en de toegesnelde Yorimoto. De Gildebroeders worden berecht en verbannen uit Vlaanderen. De dankbare vader van Clarissa biedt Johan en Yorimoto aan om bij hem in dienst te komen. Johan weigert vanwege zijn drang naar avontuur, maar Yorimoto neemt het graag aan. Johan en Yorimoto nemen afscheid van elkaar. 